# Omalotheca sylvatica
La canapicchia comune (nome scientifico  Omalotheca sylvatica   (L.) Sch.Bip. & F.W.Schultz, 1861) è una specie di pianta angiosperma dicotiledone della famiglia delle Asteraceae (sottofamiglia Asteroideae).

## Etimologia
Il nome generico (Omalotehca) deriva da due parole greche "omalo/homalo" (= liscio) e "theca" (= scatola, contenitore); insieme significa "rivestimento liscio". L'epiteto specifico (sylvatica) indica un ambiente di crescita boschivo o delle foreste.
Il nome scientifico della specie è stato definito dai botanici Carl Linnaeus (1707-1778), Carl Heinrich Schultz (1805-1867) e Friedrich Wilhelm Schultz (1804-1876) nella pubblicazione " Archives de Flore: journal (recueil) botanique" ( Arch. Fl. 2: 311) del 1861.

## Descrizione

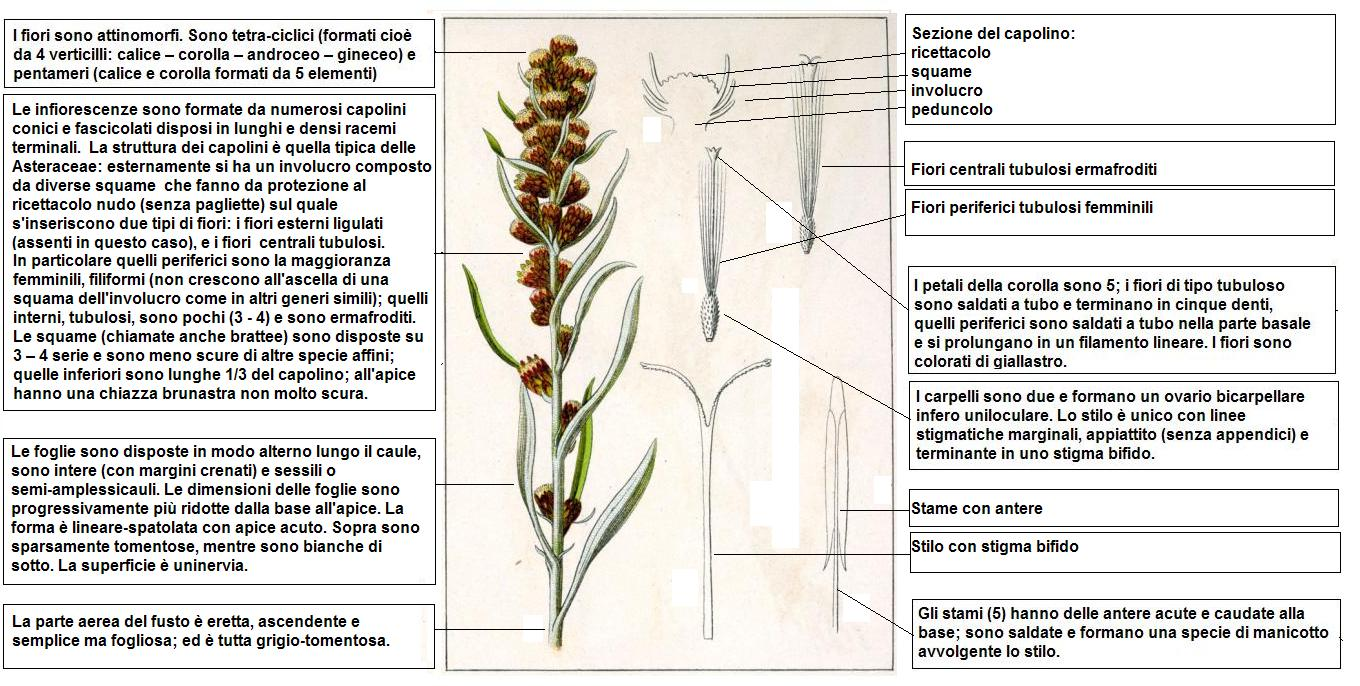
Descrizione delle parti della pianta

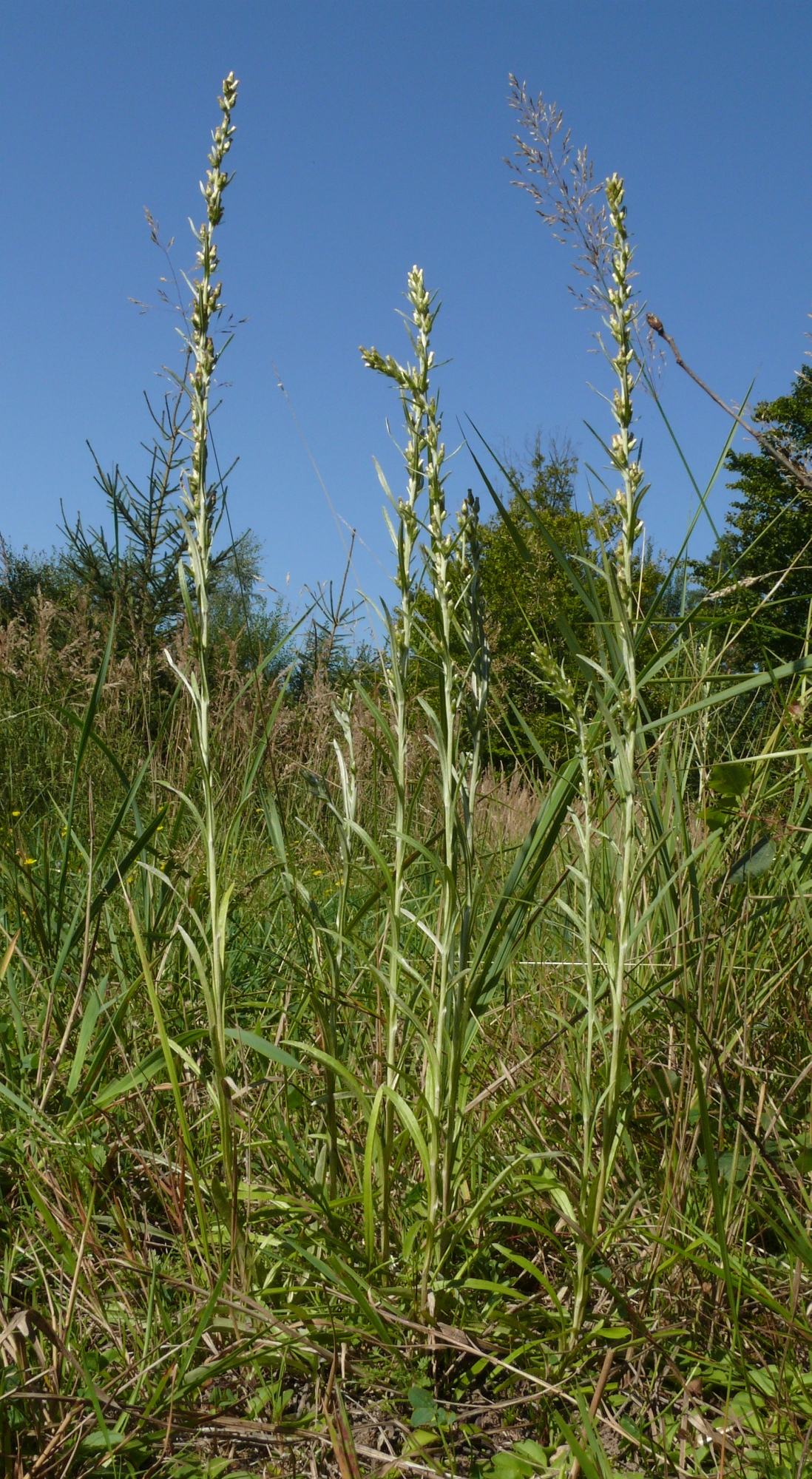
Il portamento

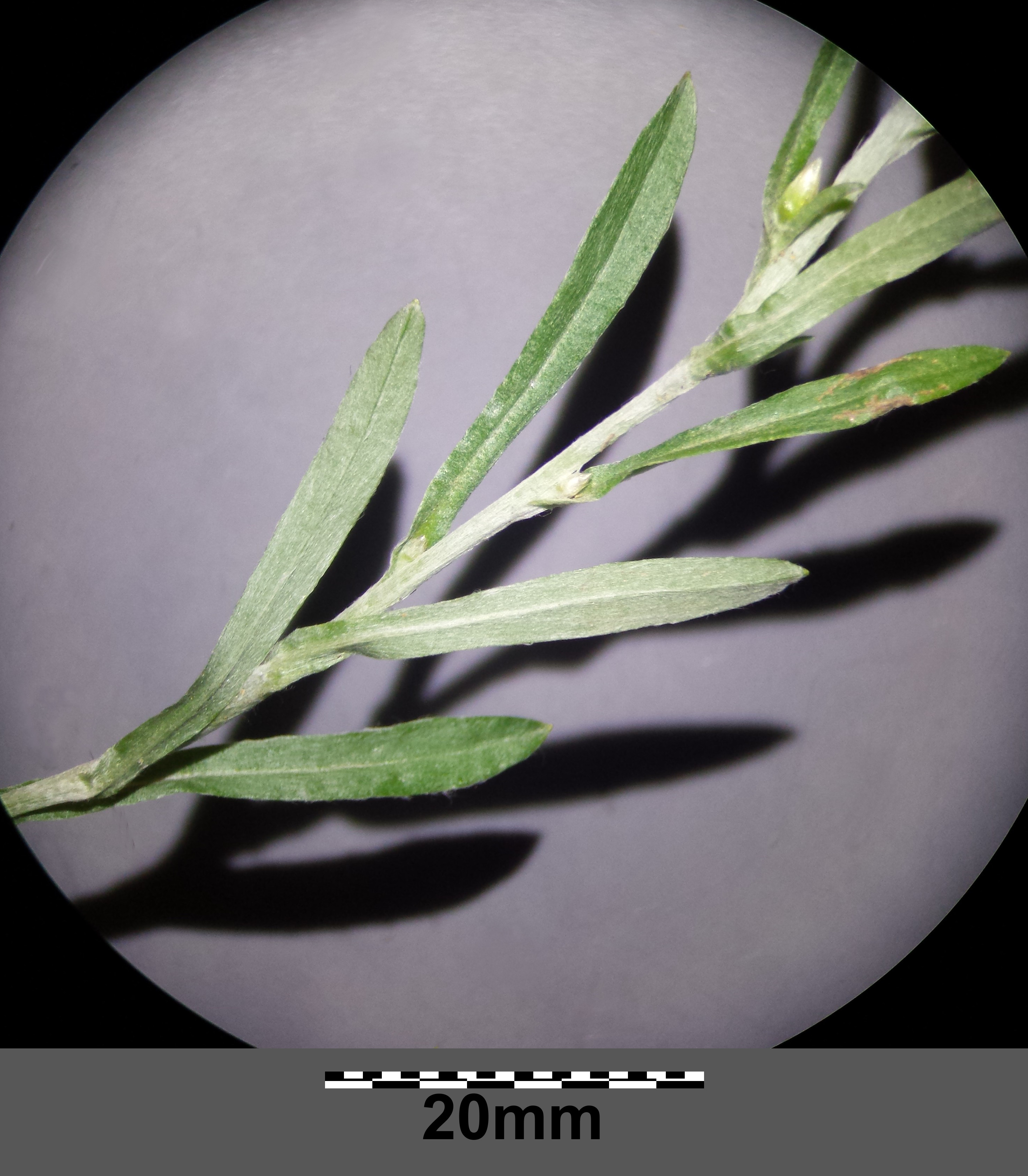
Le foglie

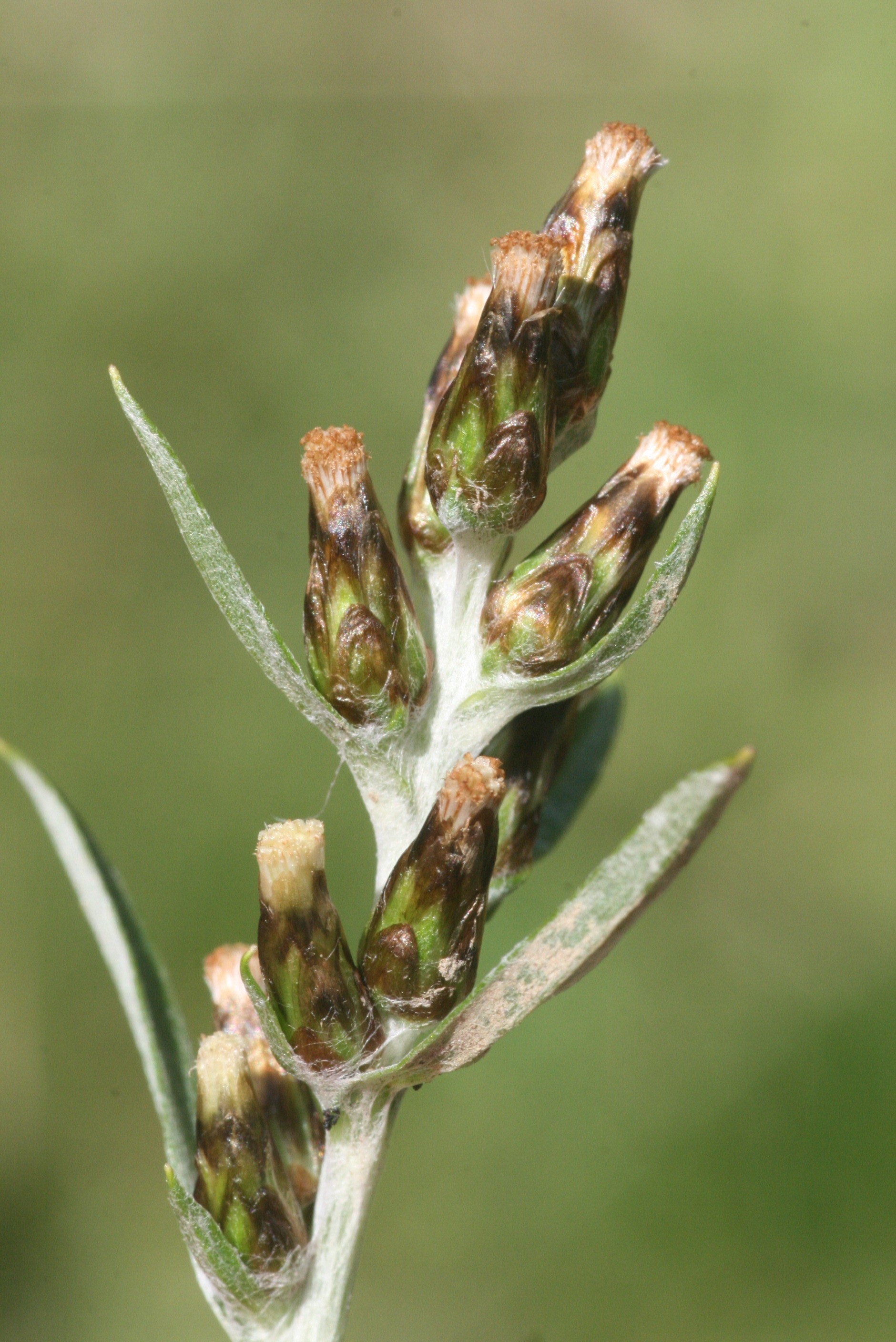
Infiorescenza

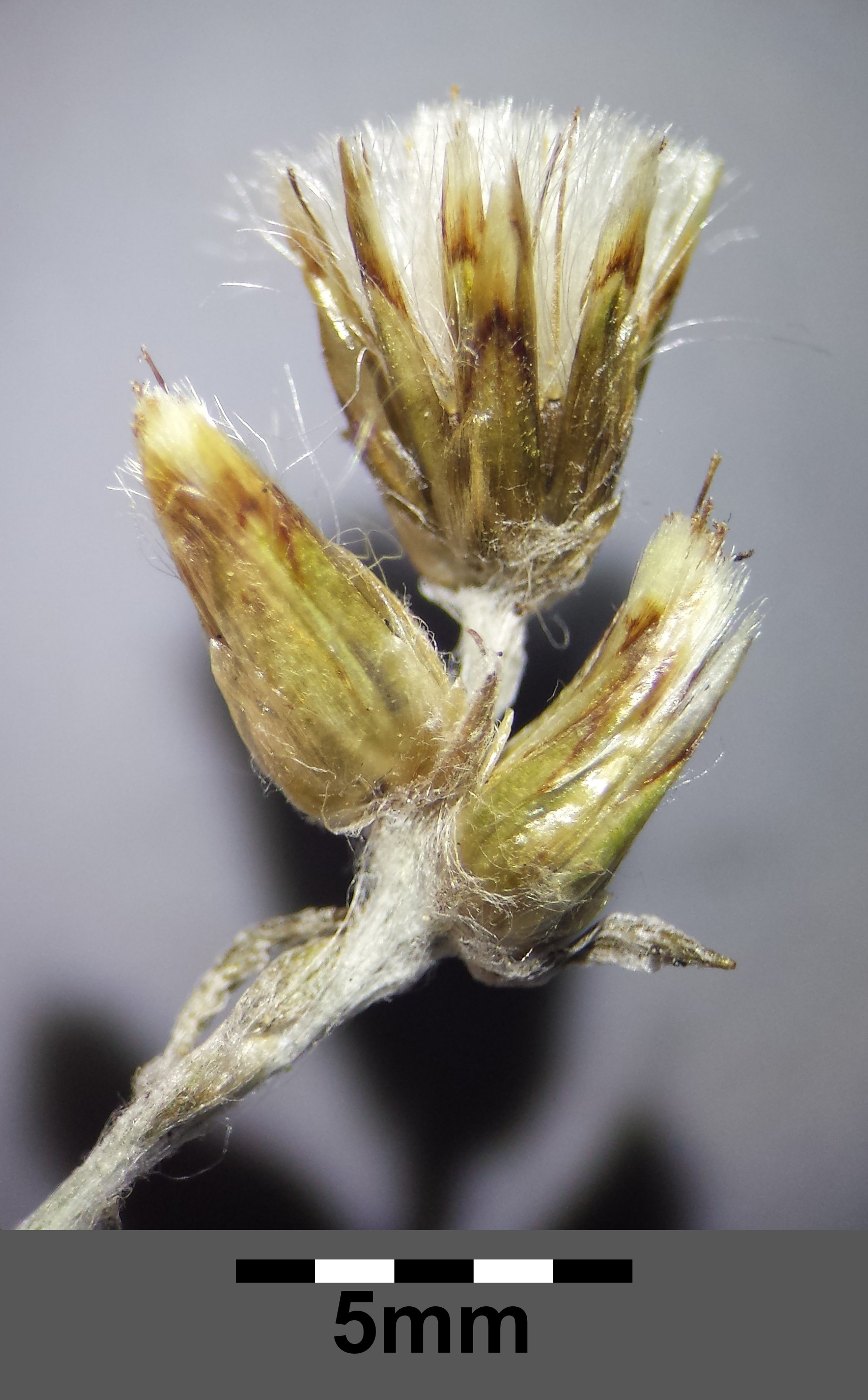
I fiori

Portamento. La specie di questa voce ha un habitus di tipo erbaceo perenne. Tutta la pianta è grigio-tomentosa. La forma biologica è emicriptofita scaposa (H scap), ossia in generale sono piante erbacee, a ciclo biologico perenne, con gemme svernanti al livello del suolo e protette dalla lettiera o dalla neve e sono dotate di un asse fiorale eretto e spesso privo di foglie. I cauli di queste piante sono provvisti del floema, ma non di canali resiniferi; mentre i sesquiterpeni lattoni sono normalmente assenti (piante senza lattice).
Fusto. La parte aerea in genere è eretta e semplice con superficie da lanosa-tomentosa a sericea. Le radici sono fibrose e rizomatose, ma non stolonifere. Altezza media: 15 – 30 cm (massimo 70 cm).
Foglie. Le foglie in genere sono basali (in rosette persistenti) e cauline disposte in modo alternato e sono sessili (o sub-picciolate). La lamina è intera e piatta. 
- Foglie basali: sono lineari-spatolate, acute, uninervie. La superficie è bianca nella parte inferiore e scarsamente tomentosa di sopra. Dimensione: 2 - 5 x 40 – 60 mm.
- Foglie cauline: la lunghezza è progressivamente decrescente verso l'alto; le forme sono variabili da strettamente oblanceolate a lanceolate fino a lineari (quelle più distali).

Infiorescenza. Le sinflorescenze sono composte da diversi capolini (fino a 90) raccolti in formazioni racemose dense. Le infiorescenze vere e proprie sono formate da un capolino terminale di tipo disciforme (con fiori eterogami). I capolini sono formati da un involucro, con forme coniche (o campanulate-turbinate), composto da diverse brattee, al cui interno un ricettacolo fa da base ai fiori. Le brattee, a consistenza cartacea (all'apice) e colorate di brunastro, sono disposte in modo più o meno embricato su 2 - 3 serie e possono essere connate alla base (strati di stereoma indiviso);  talora possono avere un margine ialino. Alcune o tutte le brattee si presentano con una cospicua macchia marrone scuro distale al centro. Il ricettacolo è nudo ossia senza pagliette a protezione della base dei fiori; la forma normalmente è piatta o concava. Dimensione dei capolini: 2 x 5 – 6 mm.
Fiori.  I fiori sono tetra-ciclici (formati cioè da 4 verticilli: calice – corolla – androceo – gineceo) e pentameri (calice e corolla formati da 5 elementi). Sono inoltre tubulosi, attinomorfi e si distinguono in:
- fiori del disco esterni (molti per capolino): sono femminili e filiformi;
- fiori del disco centrali (pochi: 3 - 4): sono ermafroditi; le forme sono tubulari;

In questo gruppo di piante i fiori radiati (ligulati o del raggio) sono assenti; a volte sono confusi con i fiori femminili (tubulosi) del disco esterno più o meno sub-zigomorfi con un lembo piatto e possono essere interpretati come fiori del raggio.
- Formula fiorale:

*/x K {\displaystyle \infty }, [C (5), A (5)], G 2 (infero), achenio
- Calice: i sepali del calice sono ridotti ad una coroncina di squame.
- Corolla: la forma della corolla normalmente è tubolare con 5 lobi (raramente 4); i lobi hanno delle forme da lanceolate o deltate a lineari. I colori della corolla sono da violaceo a biancastro (fiori esterni); da violaceo a rossastro (fiori più interni).
- Androceo: l'androceo è formato da 5 stami sorretti da filamenti generalmente liberi; gli stami sono connati e formano un manicotto circondante lo stilo; le teche (produttrici del polline) sono prive di sperone, ma hanno la coda (una sola); le appendici apicali delle antere hanno delle forme piatte; il tessuto endoteciale (rivestimento interno dell'antera) è quasi sempre polarizzato (con due superfici distinte: una verso l'esterno e una verso l'interno). Il polline è di tipo echinato (con punte sporgenti) a forma sferica è formato inoltre da due strati di ectesine, mentre lo strato basale è spesso e regolarmente perforato (tipo “gnafaloide”).[8]
- Gineceo: l'ovario è infero uniloculare formato da 2 carpelli. Lo stilo (il recettore del polline) è intero o biforcato con due stigmi nella parte apicale. Gli stigmi hanno una forma da troncata a allungata e ottusa; possono essere ricoperti da minute papille o avere dei penicilli apicali o dorsali. Le superfici stigmatiche sono separate.[8]
- Antesi: da giugno a settembre.

Frutti. I frutti sono degli acheni con pappo. Gli acheni sono piccoli a forma da obovoide a cilindrica o fusiforme e leggermente compressi; la superficie può essere ricoperta di piccoli peli o papille; il pericarpo può essere percorso longitudinalmente da alcuni fasci vascolari. Il pappo, caduco, è formato da 15 - 25 setole biancastre, monoseriate, capillari, barbate e connate alla base in un anello oppure libere. Lunghezza dell'achenio: 1,5 mm. Lunghezza del pappo: 3 mm.

## Biologia
Impollinazione: tramite insetti (impollinazione entomogama tramite farfalle diurne e notturne).

Riproduzione: la fecondazione avviene fondamentalmente tramite l'impollinazione dei fiori.

Dispersione: i semi cadono a terra e vengono dispersi soprattutto da insetti come formiche (disseminazione mirmecoria). Un altro tipo di dispersione è zoocoria: gli uncini delle brattee dell'involucro (se presenti) si agganciano ai peli degli animali di passaggio che portano così i semi anche su lunghe distanze. Inoltre per merito del pappo il vento può trasportare i semi anche per alcuni chilometri (disseminazione anemocora).

## Distribuzione e habitat

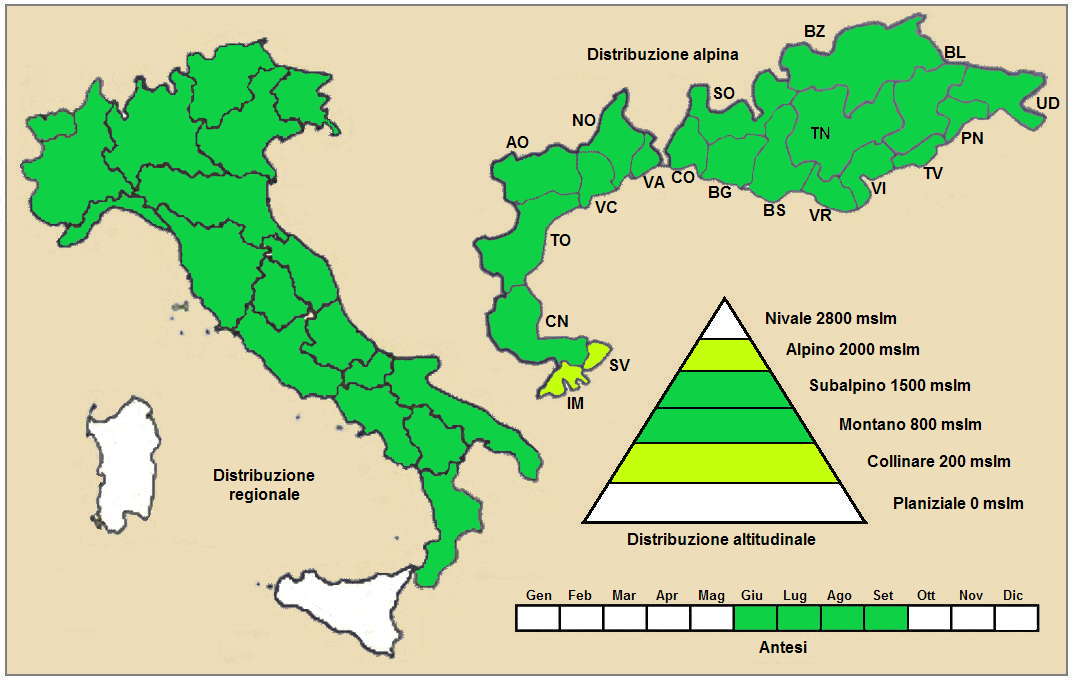
Distribuzione della pianta (Distribuzione regionale – Distribuzione alpina)

Geoelemento: il tipo corologico (area di origine) è Circumboreale / Eurosiberiano / Nord Americano.
Distribuzione: in Italia questa specie si trova comunemente al Nord (al Centro e Sud è più rara). Fuori dall'Italia, sempre nelle Alpi, questa specie si trova in Francia, Svizzera, Austria e Slovenia. Sugli altri rilievi collegati alle Alpi è presente nella Foresta Nera, Monti Vosgi, Massiccio del Giura, Massiccio Centrale, Pirenei, Monti Balcani e Carpazi. Altrove si trova nel resto dell'Europa, in Siberia occidentale e nel Nord America.
Habitat: l'habitat preferito per queste piante sono i sentieri boschivi, i cedui e le schiarite dei boschi. Il substrato preferito è calcareo/siliceo ma anche siliceo con pH acido, medi valori nutrizionali del terreno che deve essere mediamente umido.
Distribuzione altitudinale: sui rilievi alpini, in Italia, queste piante si possono trovare fino a quote comprese tra 100 e 1.500 m s.l.m. (massimo 2.350 m s.l.m.); nelle Alpi frequentano quindi i seguenti piani vegetazionali: montano, subalpino e in parte quello alpino e quello collinare.

### Fitosociologia

#### Areale alpino
Dal punto di vista fitosociologico alpino Omalotheca sylvatica appartiene alla seguente comunità vegetale:
Formazione: delle comunità delle macro- e megaforbie terrestri
Classe: Epilobietea angustifolii

#### Areale italiano
Per l'areale completo italiano Omalotheca sylvatica appartiene alla seguente comunità vegetale:
Macrotipologia: vegetazione sopraforestale criofila e dei suoli crioturbati.
Classe: Caricetea curvulae Br.-Bl. 1948 nom. cons. propos. Rivas-Martínez, Diaz, Ferná ndez- González, Izco, Loidi, Lousa & Penas, 2002
Ordine: Caricetalia curvulae Br.-Bl. in Br.-Bl. & Jenny, 1926
Alleanza: Nardion strictae Br.-Bl. in Br.-Bl. & Jenny, 1926
Descrizione. L'alleanza Nardion strictae è relativa alle praterie acidofile e mesofile che si sviluppano in stazioni pianeggianti o poco pendenti presenti sui rilievi montuosi più elevati dell’Europa meridionale. Spesso queste aree sono legate a siti caratterizzati da innevamento prolungato. La distribuzione dell'alleanza è situata nella fascia dell’Europa media, andando dai Pirenei ai Carpazi. In Italia è presente sulle Alpi e, localizzata, sull'Appennino settentrionale.
Alcune specie presenti nell'associazione: Ajuga pyramidalis, Alopecurus gerardii, Omalotheca sylvatica, Pilosella aurantiaca, Plantago alpina, Pseudorchis albida, Ranunculus villarsii, Trifolium alpinum e Viola ferrarinii.

## Tassonomia
La famiglia di appartenenza di questa voce (Asteraceae o Compositae, nomen conservandum) probabilmente originaria del Sud America, è la più numerosa del mondo vegetale, comprende oltre 23.000 specie distribuite su 1.535 generi, oppure 22.750 specie e 1.530 generi secondo altre fonti (una delle checklist più aggiornata elenca fino a 1.679 generi). La famiglia attualmente (2021) è divisa in 16 sottofamiglie; la sottofamiglia Asteroideae è una di queste e rappresenta l'evoluzione più recente di tutta la famiglia.

### Filogenesi
Il genere di questa voce è descritto nella tribù Gnaphalieae, una delle 21 tribù della sottofamiglia Asteroideae. La sottotribù Gnaphaliinae è caratterizzata da portamenti di vario tipo con specie ginomonoiche e monoiche, da foglie con margini interi, da capolini disciformi omogami o eterogami e raramente radiati (o subradiati), dallo stilo con rami troncati e superfici stigmatiche separate apicalmente, da acheni glabri o con tricomi allungati e pappo ridotto.
Il genere Omalotheca appartiene al clade Flag, un gruppo informale monofiletico della sottotribù Gnaphaliinae. In questo gruppo sono presenti specie dioiche (solo fiori femminili o solo fiori maschili) e piante a portamento cusciniforme. I capolini, in formazioni corimbose o spiciformi, possono essere sottesi da foglie bratteali. Il ricettacolo in alcuni casi è squamoso.  Il "Flag clade", da un punto di vista filogenetico, può essere suddiviso in due parti: il "Lucilia-group" e il resto del clade (in posizione "basale") considerato "gruppo fratello" del primo. Il genere di questa voce appartiene a quest'ultimo gruppo.
Sandro Pignatti nella "Flora d'Italia" (seconda edizione del 2018) divide le specie di Omalotheca (in realtà classificate come Gnaphalium) della flora spontanea italiana in due gruppi:
- (1) sinflorescenze con numerosi capolini e fusti allungati (fino a 60 cm);
- (2) sinflorescenze con pochi capolini e fusti brevi (fino a 12 cm).

La specie di questa voce appartiene al primo gruppo.
I caratteri distintivi della specie  Omalotheca sylvatica sono:
- il portamente è erbaceo perenne con fusti alti fino a 70 cm;
- le foglie cauline (e superiori) hanno delle lunghezze progressivamente decrescenti.

Il numero cromosomico delle specie di questa voce è: 2n = 56.

### Variabilità
L'alto numero cromosomico (2n = 56) indica una certa predisposizione alla variabilità (tipica delle specie poliploidi). In questa specie i caratteri non costanti sono la colorazione delle brattee dell'involucro (nelle popolazioni più meridionali il colore sbiadisce); inoltre il portamento si adatta all'ambiente (in alta montagna le forme sono più ridotte).

### Sinonimi
Sono elencati alcuni sinonimi per questa entità:
- Cyttarium silvaticum (L.) Peterm.
- Dasyanthus fuscus  Bubani
- Dasyanthus sylvaticus  (L.) Bubani
- Filago sylvatica  (L.) Link
- Gamochaeta sylvatica  (L.) Fourr.
- Gnaphalium sylvaticum  L.
- Synchaeta silvatica  (L.) Kirp.

## Specie simili
Alcune specie possono essere confuse con O. sylvatica:
- Omalotheca norvegica  (Gunnerus) F.W.Schultz & Sch.Bip. - Canapicchia norvegese: è una specie abbastanza simile a quella di questa voce e si distingue soprattutto per le foglie medie grandi quasi come quelle basali; la superficie delle foglie inoltre è percorsa da tre nervi (e non uno come nella specie di questa voce); le brattee dell'involucro sono molto scure e scariose; è una specie più rara.
- Gnaphalium uliginosum L. - Canapicchia palustre: l'infiorescenza è più fogliosa (le foglie superiori sono raggianti attorno ai capolini) e i capolini sono più raccolti all'apice dei fusti.
- Omalotheca hoppeana  (W.D.J.Koch) F.W.Schultz & Sch.Bip. - Canapicchia di Hoppe: è una specie alpina (in Italia si trova solo al nord oltre i 2000 m s.l.m.); si distingue per l'altezza minore e per le infiorescenze pauciflore (i capolini sono pochi e raccolti all'apice dell'infiorescenza). La “canapicchia comune” può essere confusa con questa specie quando si spinge a quote più alte per assumere una forma più raccolta e con un numero minore di capolini (a causa del clima più freddo).